# Championnat du Portugal féminin de football 2022-2023
Navigation
Édition précédente Édition suivante
La saison 2022-2023 du Championnat du Portugal féminin de football est la 38e édition de la compétition.
Les douze équipes se rencontrent une fois à domicile et une fois à l'extérieur. En fin de saison, l'équipe à la dernière place est reléguée en deuxième division tandis que les 10e et 11e jouent des barrages de relégation contre les 2e et 3e de deuxième division.

## Compétition
Le CA Ouriense a été repêché après sa défaite en play-off, le vainqueur Clube Futebol Benfica n'ayant pas reçu la licence pour jouer en première division.

### Classement
| Rang | Équipe              | Pts  | J  | G  | N | P  | Bp | Bc | Diff |
| ---- | ------------------- | ---- | -- | -- | - | -- | -- | -- | ---- |
| 1    | SL Benfica T        | 63   | 22 | 21 | 0 | 1  | 99 | 7  | +92  |
| 2    | Sporting CP         | 54   | 22 | 17 | 3 | 2  | 67 | 14 | +53  |
| 3    | SC Braga            | 51   | 22 | 16 | 3 | 3  | 60 | 26 | +34  |
| 4    | Famalicão C         | 40   | 22 | 12 | 4 | 6  | 48 | 24 | +24  |
| 5    | SF Damaiense P      | 36   | 22 | 10 | 6 | 6  | 35 | 34 | +1   |
| 6    | Länk Vilaverdense   | 25-3 | 22 | 9  | 1 | 12 | 34 | 37 | -3   |
| 7    | Torreense           | 22   | 22 | 6  | 4 | 12 | 25 | 47 | -22  |
| 8    | Clube de Albergaria | 21   | 22 | 5  | 6 | 11 | 21 | 54 | -33  |
| 9    | Valadares Gaia      | 20   | 22 | 5  | 5 | 12 | 17 | 38 | -21  |
| 10   | CA Ouriense         | 17   | 22 | 4  | 5 | 13 | 16 | 43 | -27  |
| 11   | CS Marítimo         | 17   | 22 | 5  | 2 | 15 | 29 | 58 | -29  |
| 12   | Amora FC            | 7    | 22 | 2  | 1 | 19 | 12 | 71 | -59  |

| Légende : Qualifications et relégations | Légende : Qualifications et relégations                                  |
| --------------------------------------- | ------------------------------------------------------------------------ |
|                                         | Ligue des champions féminine de l'UEFA 2023-2024                         |
|                                         | Barrages de relégation                                                   |
|                                         | Relégation en deuxième division                                          |
|                                         | T : Tenant du titre P : Promu C : Vainqueur de la Coupe du Portugal 2023 |

### Barrages de relégation
Les barrages de relégation ont lieu les 3 et 4 juin pour les matchs aller et le 10 juin pour les matchs retour
| Équipe           | Aller | Total | Retour | Équipe              |
| ---------------- | ----- | ----- | ------ | ------------------- |
| CA Ouriense (D1) | 2 - 1 | 3 - 2 | 1 - 1  | Gil Vicente FC (D2) |
| CS Marítimo (D1) | 4 - 1 | 5 - 3 | 1 - 2  | CF Benfica (D2)     |

Légende des couleurs
- Le club se maintient en première division.
- Promotion en première division.
- Le club reste en deuxième division.
- Relégation en deuxième division.

## Bilan de fin de saison
| Championnat du Portugal féminin de football 2022-2023                        |                       |
| Champion                                                                     | SL Benfica (3e titre) |
| Dauphin                                                                      | Sporting CP           |
| Coupes et trophées                                                           |                       |
| Vainqueur de la Coupe du Portugal 2022-2023                                  | Famalicão             |
| Qualifications continentales                                                 |                       |
| Ligue des champions féminine de l'UEFA 2023-2024                             | SL Benfica            |
| Promotions et relégations                                                    |                       |
| Promus en Championnat du Portugal féminin de football                        | Racing Power FC       |
| Relégués en Championnat du Portugal féminin de football de deuxième division | Amora FC              |